# Liste des lieux de The Walking Dead
Cet article recense les différents lieux de The Walking Dead, série télévisée d'horreur / dramatique américaine, adaptée par Frank Darabont et Robert Kirkman, créateur de la bande dessinée du même nom.
| Scène                                        | Lieux                            |
| -------------------------------------------- | -------------------------------- |
| L'hôpital où Rick se réveille                | 2372 Bolton Road NW              |
| La ferme de Hershel                          | environs de Senoia               |
| La prison West Georgia Correctional Facility | environs de Newnan               |
| Quartier résidentiel du Gouverneur           | Senoia                           |
| Le Grady Memorial Hospital                   | Atlanta                          |
| Le Sanctuaire                                | entre Virginie et Washington D.C |

## L’hôpital
Rick se réveille dans une petite chambre en sortant de son coma, totalement paniqué et perdu, appelant l'infirmière et se précipitant pour boire au robinet présent dans les sanitaires. Il se met à le parcourir lentement en cherchant de l'aide, à travers des couloirs délabrés et en ruines, criblés de balles et parfois même couverts de sang ou encombrés de débris médicaux divers tels que des lits, des machines, des fournitures médicales, etc.
Reprenant petit à petit ses esprits mais devenant en même temps un peu inquiet, il tombe sur une salle barricadée avec une grosse chaîne, laissant entrevoir à Rick une main grisâtre, les doubles portes portant la mention « Don't Open, Dead Inside » inscrite en lettres sombres (soit : « Ne pas ouvrir, morts à l'intérieur »). Il décide alors de sortir de l’hôpital par les ascenseurs mais ceux-ci ne fonctionnant plus faute de courant pour les alimenter, il choisit donc de sortir par les escaliers de secours, plongés dans l'obscurité la plus totale.
Quand Rick se retrouve enfin à l'extérieur, il découvre une sorte de charnier à ciel ouvert, fait de dizaines de corps enveloppés dans des sacs mortuaires blancs comme pour être emmenés dans des morgues ou détruits par les militaires.
Un avant-poste militaire abandonné de la cavalerie blindée de l'US Army comprenant des tentes, des hélicoptères et des véhicules (Humvee) est d'ailleurs visible un peu plus loin en sortant des bâtiments.
L'hôpital est aussi de nouveau vu au moment où le spectateur est plongé dans les souvenirs de Shane qui passait à l’hôpital lors de l'apocalypse, afin de transporter le corps de Rick pour le mettre en sécurité : il avait apporté des fleurs pour ce dernier, qui ont totalement fanées quand Rick s'éveille, ce qui montre qu'il a passé un certain temps dans le coma.
Pris de panique lorsqu'il voit les militaires en combinaisons NBC tuer sommairement des patients contaminés dans les couloirs puis se faire submerger par des rôdeurs, il barricade la porte de la chambre avec un lit d’hôpital, sans toutefois emporter Rick avec lui dans sa fuite.

## Atlanta

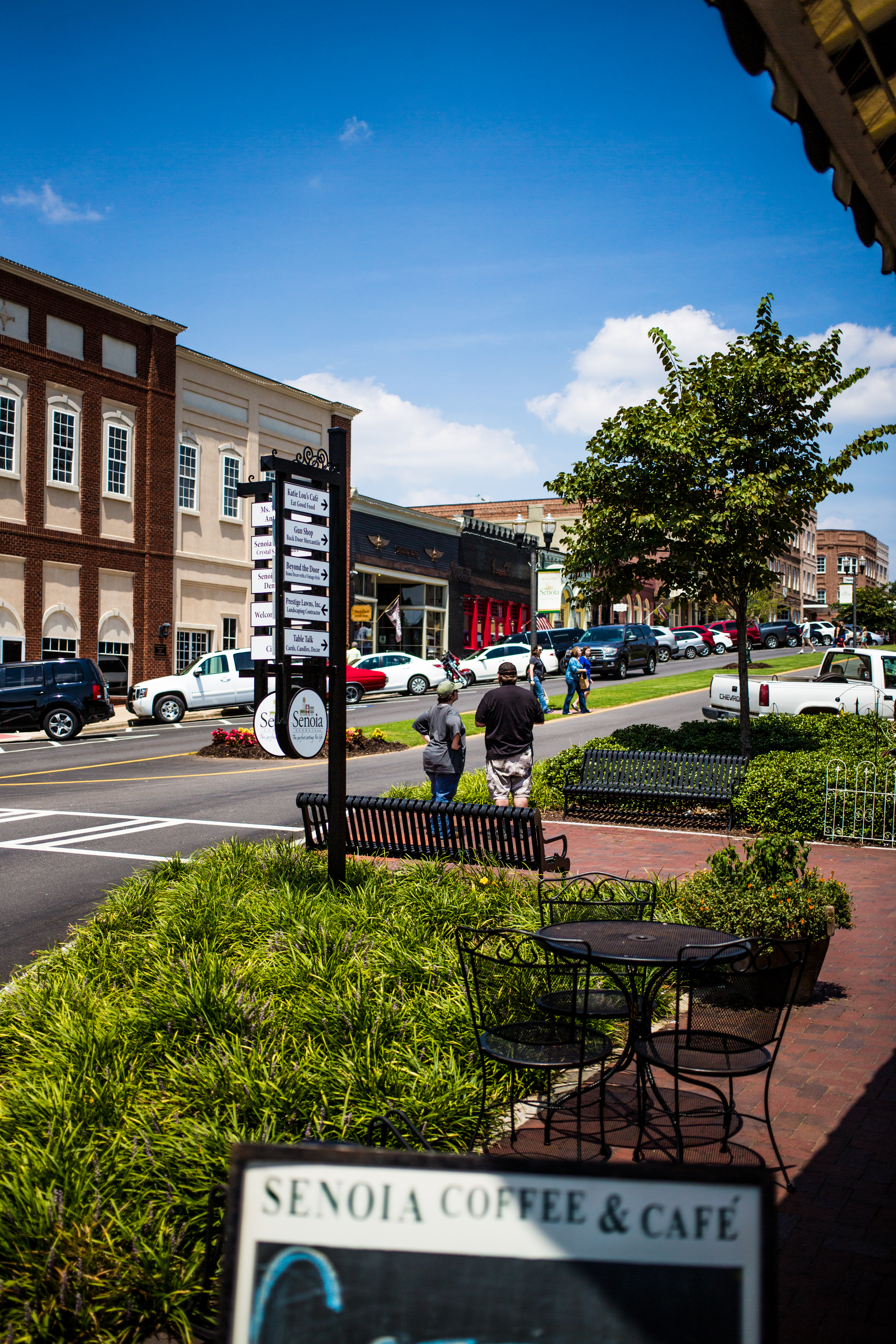
Downtown Senoia en Géorgie, où le plan est utilisé dans la saison 3 de la série

La ville d'Atlanta est la plus grande ville de l'État de Géorgie, située au nord de ce dernier : son aire urbaine comprend environ 5 millions d'habitants, c'est donc un centre urbain assez important du sud-est des États-Unis.
Rick y accède à cheval après avoir abandonné sa voiture de police à court de carburant au début de son périple vers la ville : l'autoroute qu'il emprunte est particulière, car la voie qu'il utilise pour entrer dans la ville est totalement vide ; tandis que celle sortant de la ville est encombrée de milliers d'épaves et de carcasses de voitures et autres véhicules divers, vestiges de bouchons gigantesques faisant suite à l’épidémie et au chaos en ville.
Cette image est d'ailleurs emblématique de la première saison de la série : Rick seul sur son cheval se rendant vers la ville sur une route totalement vide tandis que la voie à sa gauche est un immense ruban ininterrompu de carcasses de véhicules sur des kilomètres, tandis qu'à l'horizon se dessine la ligne des buildings du centre-ville d'Atlanta (la « Skyline »).
Au début de la série, les survivants pensent qu'Atlanta abrite un centre d'hébergement de l'armée, centre qui se révélera en fait inexistant, les autorités civiles et militaires ayant été totalement et rapidement submergées par les rôdeurs et les milliers de civils blessés ou mourants, cherchant abri et protection pour eux ou leur famille.
Rick passe d'ailleurs à travers d'anciens points de contrôle militaires abandonnés, avant de se réfugier dans un char d'assaut sous la menace des rôdeurs, présents par centaines dans des rues désertes de la ville et qui manquent de le déchiqueter. Son cheval n'y survit d'ailleurs pas, mais permet paradoxalement la survie de Rick, son cadavre attirant une masse considérable de rôdeurs loin du char.
C'est ici que Rick entre en contact pour la première fois avec le groupe de survivants du campement, tout d'abord avec Glenn qui lui sauve la vie, puis Andrea, Merle, Jacqui, Morales et T-Dog.
Rick, Carl, Carol, Daryl et Glenn retourneront à Atlanta durant la saison 5 lors de leur passage au Grady Memorial Hospital.

## Le camp des survivants
Il est situé non-loin de la ville d'Atlanta, dans les collines couvertes de forêts qui la surplombent en partie.
Des survivants y ont installé un campement de fortune fait de tentes et de voitures amenées au fur et à mesure que le chaos se répandait dans le pays. Ce camp surplombe un petit lac d'eau claire situé en contrebas, utilisé notamment pour faire la lessive par les gens du camp.
Il semble que ce lieu ait pu servir de carrière de pierre par le passé. Une forêt composée en majorité de résineux s'étend en partie sur le camp, notamment dans la partie occupée par des survivants logeant dans des tentes, telle que la famille Peletier.
C'est le lieu principal où se déroule l'intrigue lors de la première saison, avec la ville d'Atlanta et le C.D.C.

## Le C.D.C.
Le Center for Disease Control, est situé tout près d'Atlanta.
C'est un ensemble de bâtiments gouvernementaux modernes et spacieux, qui en temps normal abrite des chercheurs et des médecins travaillant sur toutes sortes de maladies, virus ou pathologies diverses susceptibles de menacer la population civile, d'où le nom en français de « Centre de contrôle des maladies ».
Le groupe de Rick s'y rend à la fin de la première saison, considérant que rester dans le campement d'Atlanta est trop dangereux et non-viable à long terme s'ils veulent survivre.
Arrivé là-bas, le groupe est accueilli par le docteur Edwin Jenner qui est le seul survivant encore présent dans les locaux ; ils sont gérés par une intelligence artificielle à la fois moderne et très performante, appelée « Vi » (prononcé « vaï ») et pourvue d'une voix féminine robotique.
Pendant les événements antérieurs à la série, lors de l'épidémie, le bâtiment était considéré comme vital par le gouvernement et était de ce fait lourdement protégé par l'armée grâce à des emplacements de mitrailleuses lourdes (Browning), des blindés légers (Humvee) et des chars de combat (M1 Abrams), ainsi que de nombreux pelotons de soldats armés gardant les abords du complexe.
Cependant, le dispositif militaire a été submergé puis détruit au fur et à mesure des morts et des désertions de soldats, tandis que le C.D.C se vidait de ses occupants, morts en se suicidant pour ne pas affronter la terrible vérité qui les attendait dehors ou en fuite à travers le chaos ambiant.
Lorsque le groupe arrive devant le complexe, des dizaines de corps sans vie gisent autour du bâtiment sur un large rayon, dont de nombreux militaires avec leur équipement et des véhicules militaires divers, en particulier un char de combat M1 Abrams apparemment hors d'usage, semblable à celui dans lequel Rick s'était réfugié en début de saison avant d’être sauvé par Glenn.
L'endroit est pourvu de tout le confort possible, possédant des douches, des réserves de nourriture importantes (dont beaucoup de vin français), la climatisation, des chambres individuelles, une salle de jeu et une petite bibliothèque.
Mais il se révèle être un piège mortel, destiné à s'autodétruire lorsque les réserves de carburant alimentant les groupes électrogènes qui fournissent de l’énergie viendront à se tarir. Le bâtiment est en réalité une cible sensible, il est conçu pour s'autodétruire grâce à un procédé extrêmement efficace utilisant une explosion thermobarique en cas de dysfonctionnement majeur, tel une attaque terroriste.
C'est pourquoi Jenner enferme le groupe dans le bunker sécurisé au plus profond du bâtiment : considérant que la vie à l'extérieur est devenue impossible et ayant perdu tout espoir, il pense que tuer tout le monde est la solution la plus humaine et la plus simple qui s'offre à lui.
Finalement, il permet au groupe de sortir de justesse du bunker grâce à la persuasion de Rick, mais Jacqui est restée volontairement avec le docteur pour mourir, car elle ne supporte plus cette vie de cauchemar et de souffrance au milieu du chaos.
Le complexe est donc totalement détruit de l'intérieur par une gigantesque explosion lors de l'épisode final, dans un processus d'auto-destruction piloté par « Vi ». Seul le groupe de Rick assiste à l'explosion depuis la route toute proche où il rejoint ses véhicules dans le but de se rendre à Fort Benning en Alabama.

## L'autoroute
Les survivants y arrivent au début de la deuxième saison après avoir fui le C.D.C et son explosion. Tout comme celle qui mène à Atlanta, elle est encombrée par des épaves de voitures et d'autres véhicules, bloquant le groupe de survivants de Rick. Ils décident d'y chercher des vivres, de l'eau et des armes, mais sont surpris par une horde de rôdeurs, qui marchent à travers la route et qui fait fuir la jeune Sophia dans la forêt qui borde l'autoroute, car celle-ci est poursuivie par deux rôdeurs.

## La ferme des Greene
C'est le lieu principal de l'action de la deuxième saison : il s'agit d'une ferme typique américaine, située au centre d'un domaine de taille respectable et entourée de forêts.
Elle possède une grange, des puits, des terres clôturées, ainsi qu'une petite route qui mène à la bourgade la plus proche où se trouvent notamment une pharmacie, La pharmacie de Steve et un bar, le Patton's Bar, situé non loin de la pharmacie.
Hershel Greene en est le propriétaire : il y vit avec ses deux filles, Maggie et Beth, ainsi que leurs voisins Otis, sa femme Patricia et Jimmy, le petit-ami de Beth.
À côté de la ferme, se dresse la grange dans laquelle sont enfermés des rôdeurs (notamment des connaissances d'Hershel et sa famille) .
La ferme est envahie à la fin de la deuxième saison, ce qui a pour conséquence la fuite du groupe.

## La prison
La prison peut être aperçue pour la première fois dans les dernières secondes du dernier épisode de la deuxième saison, sans toutefois être mentionnée. Son nom officiel est West Georgia Correctional Facility, qu'il est possible d'apercevoir sur l'un des bâtiments du complexe au début de la troisième saison : la prison devient le refuge du groupe de survivants de Rick, qui y pénètrent en la nettoyant petit à petit des rôdeurs qui l'occupent. Il s'agit d'un vaste pénitencier comprenant divers blocs de cellules, un terrain de basket, un réfectoire, une laverie et de nombreuses autres pièces ; entouré de hautes grilles métalliques surmontées de barbelés acérés. Quelques anciennes tours de garde complètent le dispositif de sécurité, empêchant quiconque de sortir ou d'entrer dans le complexe pénitentiaire, du moins sans le consentement des occupants ou sans forcer le périmètre.
Un groupe de prisonniers comprenant Oscar et Axel y était enfermé dans le réfectoire depuis l'apocalypse, ne sachant rien de ce qui se passait au dehors de la prison, ignorant donc la terrible épidémie qui ravage le monde au moment où le groupe de survivants les découvre.
La prison subit une première attaque lors de la troisième saison de la part de la communauté de Woodbury commandée par le Gouverneur. Mais bien que mieux armés et plus nombreux, le groupe du Gouverneur sera mis en échec par une bonne stratégie des habitants de la prison et l'inexpérience du combat des gens de Woodbury. Sur la route du retour, le Gouverneur abat froidement la quasi-totalité de ses troupes à qui il reproche d'avoir trop vite abandonné (seule Karen survit). Il s'éloigne ensuite, accompagné seulement de deux hommes.
Rick, Daryl et Michonne qui sont allés à Woodbury pour profiter de la débâcle, décident de ramener avec eux les quelques habitants de Woodbury qui n'avaient pas pris part à l'assaut, dont les enfants et les personnes âgées pour les intégrer à leur communauté.
Plusieurs mois après les événements précédents, la prison a été fortement aménagée, notamment le terrain vide entre le grillage extérieur et le grillage intérieur, avec des plantations et des élevages. Un semblant de vie normale reprend son cours.
Mais les survivants se rendent compte que certains de leurs camarades commencent à tomber malades (une pleurésie hémorragique mortelle très contagieuse) et décident de les mettre en quarantaine. Ils remarquent aussi que le grillage est en train de céder à cause d'un important afflux de rôdeurs. En effet, ils sont attirés par quelqu'un qui les nourrit. Tyreese rentre dans une folle rage quand il découvre Karen (sa petite amie) et David, restés en quarantaine, mystérieusement assassinés et brûlés. Plus tard, Rick découvre que c'est Carol qui a brûlé Karen et la bannit.
Les morts s'accumulent dans la prison à cause de la maladie. Finalement alors qu'une partie du groupe revient avec des médicaments, une horde de rôdeurs fait plier le grillage extérieur mais leur assaut est stoppé par Rick et Carl.
C'est alors qu'un groupe dirigé par le Gouverneur (qui a pris le nom de Brian) assiège la prison avec, entre autres, un char M60 Patton conduit par Mitch. Cette dernière attaque sera fatale à la prison qui sera dévastée et envahie par la horde.

## Woodbury
Cette petite ville américaine était tout à fait normale avant l'apocalypse qui a touché le monde. C'est ensuite devenu le refuge de la communauté dirigée par le Gouverneur et ses hommes, qui l'ont fortifiée en partie afin d'y résider relativement en sécurité : la rue principale ainsi que divers bâtiments ont été totalement sécurisés et sont utilisés par la communauté au quotidien, tentant de reprendre une vie plus ou moins normale.
Environ 75 personnes de tous âges y résident, dont d’anciens soldats ayant déserté pour revenir protéger leur famille.
Son axe de circulation principal est une grande rue, bloquée aux deux extrémités par une forte barricade formée avec des remorques à bois au-dessus de gros pneus de camion ou de tracteurs empilés empêchant les rôdeurs de ramper par-dessous, ainsi que des panneaux de contreplaqué et de métal joints fortement entre eux et formant une solide barrière. Un portail de bois massif et résistant comportant un loquet permet d'entrer ou de sortir avec des véhicules ou non, à la convenance des occupants.
Ces défenses sont surveillées en permanence par des gardes armés, chargés de garder en sécurité la communauté en éliminant rapidement et le plus discrètement possible les rôdeurs qui approchent du périmètre.
Un couvre-feu est d'ailleurs en vigueur dans la communauté à la tombée de la nuit jusqu'au lever du soleil, les gardes étant plus actifs la nuit afin de parer à toute éventualité.
Elle abrite une sorte d'arène située dans un hangar, où le Gouverneur divertit sa population grâce à des combats entre humains et rôdeurs, ou bien tout simplement entre humains.
Lors de la quatrième saison, il est révélé qu'après avoir abattu tout son groupe dans le dernier épisode de la troisième saison, le Gouverneur est retourné à Woodbury et a mis le feu à tous les bâtiments. Woodbury est maintenant en cendres et envahie par les rôdeurs.

## Le Terminus
Après la chute de la prison, le groupe se retrouve totalement dispersé. Au travers des épisodes de la seconde partie de la saison, chaque petit groupe essaie de survivre tant bien que mal dans la nature. Glenn recherche désespérément Maggie et s'associe avec Abraham, Eugène et Rosita. Sans oublier Tara, ayant participé malgré elle à l'attaque de la prison avec le gouverneur. Son aide sera précieuse. Au fur et à mesure de leur progression, ils découvrent des panneaux indiquant Le Terminus « ceux qui arrivent survivent ». Maggie, en s'aidant du sang des rôdeurs laisse des messages leur demandant de se rendre au fameux terminus.
Pendant ce temps, Tyreese en compagnie de Mica, l'étrange Lizzie et Judith, retrouve Carol. Beth et Daryl quant à eux, ont bien du mal à survivre. Daryl vit mal la chute de la prison mais Beth le pousse à réagir. Après la mystérieuse disparition de Beth, Daryl, à bout de forces, rencontre la bande à Joe. Les qualités d'archer de Daryl plaisent à Joe qui le prend sous son aile. Sans le savoir, il s'allie au groupe qui a juré la mort de Rick, ce dernier ayant tué leur ami Lou, dans une maison qu'il croyait abandonnée.
L'avancée vers le Terminus se dessine pour chaque groupe : la nourriture commence à manquer pour tout le monde. Glenn voit un message de Maggie, Carol et Tyreese se retrouvent avec Judith uniquement, Rick Carl et Michonne, plus soudés que jamais continuent d'avancer vers le terminus. Glenn retrouve Maggie, et se dirige avec Bob, Sasha, Abraham et Rosita vers le terminus. Ils y sont accueillis par une femme qui leur propose à manger après avoir marché pendant des jours. Joe finit par retrouver Rick. S'ensuit une scène sanglante.
Le lendemain matin, heureux d'avoir retrouvé Daryl qu'il considère comme un frère, ils partent vers leur destination. Rick préfère voir les occupants du terminus avant qu'ils ne les voient. Ceci étant fait, ils font la connaissance de Gareth, apparemment personnage important dans le terminus. Après une fouille, ils se dirigent là où Glenn et les autres ont été reçus. Rick remarque des détails troublants : le poncho de Sasha, la combinaison anti-émeute de Glenn et la montre du regretté Hershel qu'il avait offerte à son gendre. Après avoir cherché à savoir où ils avaient trouvé les affaires de ses amis, une fusillade éclate mais les tireurs ne les visent pas, ils les orientent vers le wagon A.
Plusieurs détails sautent aux yeux. Des inscriptions sur les murs « nous d'abord, nous toujours » dans une mystérieuse pièce avec des prénoms sur le sol et des cierges allumés. Ensuite des restes humains derrière une grille. Contraints de pénétrer dans un wagon par Gareth, Rick remarque du lait en poudre sur le sol. Après y être entré avec le reste de la bande il s'aperçoit qu'ils ne sont pas seuls : Glenn, Maggie, Bob, Sasha, Abraham, Rosita... ils sont tous là. Rick lâche une dernière phrase « ils s'en sont pris aux mauvaises personnes ».
Ils commencent alors à construire des armes à partir de leurs vêtements, leurs ceintures et du bois. Le groupe se prépare à attaquer les ravisseurs à leur entrée dans le conteneur mais ils sont diminués par une bombe lacrymogène jetée depuis le toit. Rick est assommé après avoir attaqué un gardien. Il est ensuite traîné dans une pièce où deux hommes scient un corps. Rick, Daryl, Glenn et Bob sont alignés avec plusieurs autres personnes en face d'un abreuvoir. Un homme avec une batte de baseball frappe les autres personnes à la tête et l'autre les égorge.
Carol et Tyreese, avec la petite Judith, sont sur la voie ferrée quand ils rencontrent une horde de rôdeurs qui se dirige vers le Terminus. Ils l'évitent et surprennent ensuite un membre du groupe du Terminus dans une cabane en train de parler dans un talkie-walkie. Ils découvrent que Michonne et Carl sont retenus en otage. Carol se déguise alors en rôdeur et s'en va au Terminus pour sauver les autres, laissant Tyreese et Judith avec l'homme du Terminus qu'ils ont fait prisonnier. Carol arrive au Terminus en même temps que les rôdeurs : elle tire sur un réservoir de propane pour le faire exploser et profite de la confusion engendrée par la horde pour faire diversion et s'infiltrer dans le complexe du Terminus.
Dans l'abattoir, les deux hommes chargés des exécutions partent alertée par l'explosion. Les autres membres du groupe de Rick se préparent à se battre à leur retour. Carol entre dans le Terminus avec la horde et tue plusieurs personnes. Elle retrouve également la montre de Rick et l'arbalète de Daryl. Elle entre ensuite dans une salle pleine de bougies. Surprise par Mary qui menace de la tuer, elles se battent et Carol prend le dessus. Mary, en pleurs, l'informe qu'auparavant, le Terminus était un sanctuaire, jusqu'à ce que des bandits l'envahissent puis violent et tuent ses habitants. Les habitants d'origine ont toutefois réussi à reprendre la place en se jurant de ne plus jamais faire confiance à quiconque et de tuer tous ceux qui arriveraient au Terminus. Carol tire une balle dans la jambe de Mary, laissant les rôdeurs s'occuper d'elle.
Dans la cabane, le membre du Terminus pris en otage réussit à se saisir de Judith. Il menace ensuite de la tuer si Tyreese ne sort pas de la cabane pour se rendre aux rôdeurs. Tyreese sort malgré lui, affronte les rôdeurs et réussit à les tuer. Enfin, il revient dans la cabane pour tuer l'homme. Les autres membres du groupe, toujours enfermés dans le wagon, demandent à Eugène des explications sur le remède. Rick les libère et tout le monde réussit à sortir du Terminus où ils retrouvent Carol ainsi que Tyreese et Judith tandis que le Terminus se consume, envahi par les rôdeurs.

## L'église Sainte Sarah
Au début de la cinquième saison, le lendemain d'après s'être enfui du Terminus, le groupe porte secours à un prêtre du nom de Gabriel. Celui-ci les conduit à l'église Saint-Sarah où il survit seul depuis le début de l'infection. Rick emmène un petit groupe avec lui et force Gabriel à l'accompagner pour rechercher des ressources alimentaires et des munitions. Avant de partir, il confie à Carl de se méfier du prêtre et d'être sur ses gardes. Ce dernier lui fait remarquer que tout le monde ne peut pas être mauvais.
Le prêtre les conduit à une banque alimentaire infestée de rôdeurs dans un sous-sol effondré. Gabriel prend peur devant un rôdeur qu'il a connu de son vivant et Bob manque de se faire mordre. Les survivants les éliminent et ramènent les denrées. Carl a découvert d'étranges marques de couteaux sur les volets de l'église, semblables à des marques d'effraction et fait remarquer à son père que quelqu'un a marqué sur l'église : You'll burn for this (« Tu brûleras pour ça »).
Le groupe festoie puis Abraham porte un toast et convainc tout le monde d'aller à Washington. Pendant ce temps, Carol prépare une voiture, semblant vouloir partir, mais Daryl la surprend ; au même moment, une voiture passe à grande vitesse et Daryl reconnait l'automobile dont les occupants ont enlevé Beth. Ils s'engouffrent dans la voiture de Carol et s'élancent à sa poursuite.
Bob part seul dans la forêt, se met à pleurer mais il se fait assommer par quelqu'un. Une marque est laissée sur un arbre. Bob se réveille face à Gareth qui lui explique que leur évasion a détruit son refuge mais que cela ne les a pas fait revenir à leur état de nature, ils restent des cannibales et sont maintenant des chasseurs. La scène se clôt sur Gareth et ses troupes savourant la jambe gauche de Bob, attaché à un poteau. Gareth se moque de Bob et lui exprime son envie de se venger de Rick et de Carol qui a tué sa mère. Bob commence à rire hystériquement et révèle au groupe qu'il a été mordu. Le groupe de Gareth commence alors à paniquer.
À l'église, Sasha et Rick demandent des explications au Père Gabriel sur la disparition de plusieurs membres du groupe. Rick lui demande ce qu'il a fait dans le passé et Gabriel admet qu'il avait fermé les portes de l'église à tout le monde, y compris à sa propre congrégation, les laissant mourir. Le groupe retrouve ensuite Bob, inconscient, à l'extérieur de l'église.
Une fois à l'intérieur de l'église, Bob explique ce qui lui est arrivé. Il dit au groupe que Gareth a vu Daryl et Carol partir en voiture. Il leur indique aussi où Gareth et les siens se trouvent. Bob montre ensuite à tout le monde sa morsure à l'épaule. Abraham annonce au groupe qu’ils doivent partir à Washington dès que possible mais Rick refuse de laisser Daryl et Carol. Glenn réussit à convaincre Abraham de rester une demi-journée de plus pour les aider contre le groupe de Gareth. Rick élabore un plan pour attaquer l'autre groupe. Sasha décide de participer à l'attaque et demande à Tyreese de s’occuper de Bob si celui-ci meurt.
Rick et les autres partent à la recherche de Gareth. En les voyant quitter l'église, Gareth et son groupe en profitent pour s'introduire à l'intérieur de l'église. Rick et son groupe les attaquent par derrière. Gareth explique à Rick qu'avant, ils étaient de bonnes personnes mais qu'ils ont changé car l’environnement et les gens ont changé. Il dit à Rick qu'il ne sait pas ce que c'est que d'avoir faim. Rick, Abraham et Sasha tuent sauvagement Gareth et son groupe tandis que les autres les regardent, horrifiés. Rick justifie ses actions en leur disant : It could've been us (« ça aurait pu être nous »).
Le lendemain matin, tout le monde dit au revoir à Bob tandis qu'il agonise. Bob remercie Rick de l'avoir accepté dans son groupe. Il meurt peu de temps après. Tyreese propose à Sasha, qui était sur le point de poignarder Bob, de le faire à sa place. Le groupe enterre ensuite Bob à côté de l'église.
Abraham donne à Rick un plan sur lequel est marqué le chemin à suivre pour aller à Washington. Eugène, Rosita ainsi que Glenn, Maggie et Tara partent avec lui. Rick lit ensuite le message d'Abraham sur la carte : Sorry, I was an asshole. Come to Washington. The new world is gonna need Rick Grimes. (« Désolé, j'étais un connard. Viens à Washington. Le nouveau monde va avoir besoin de Rick Grimes. »)
La nuit, Gabriel discute avec Michonne, exprimant son malaise après ce qu'il a vu l'autre soir et avant de rencontrer le groupe. Michonne entend un bruit dans les buissons et va vérifier. Elle trouve Daryl, et lui demande où est Carol. Daryl demande à Noah derrière lui de se montrer.
Rick, Daryl, Tyreese, Sasha et Noah forment un groupe qui part pour Atlanta sauver Carol et Beth. Les autres (Michonne, Carl, Judith et le père Gabriel) restent sur place. Carl veut apprendre au père Gabriel à se défendre, il lui fait choisir une arme, ce dernier prend en main une machette mais prétextant être fatigué, il se retire dans son bureau. Michonne va voir le père Gabriel, discute avec lui et retourne à ses occupations. Puis, le père Gabriel utilise la machette pour desceller le plancher et quitter l'église par les fondations. Dans sa fuite, il se plante un clou dans le pied. Quelque temps plus tard, dans la forêt, il est confronté à une rôdeuse. Il est sur le point de la tuer avec une grosse pierre quand il aperçoit une croix chrétienne autour de son cou. Il ne trouve pas la force de l'achever et s'enfuit.
Le père Gabriel se rend à l'école où Gareth et ses comparses bivouaquaient, trouve une bible et les restes de la jambe de Bob ; ses œillères tombent tout comme la porte d'entrée de l'école qui libère des flots de rôdeurs. Gabriel fuit jusqu'à l'église qui est totalement verrouillée. Michonne et Carl le secourent puis enferment les rôdeurs dans l'église. Mais la porte risque de ne pas tenir et aucun refuge n'est à portée. Soudain, le camion de pompier du GREATM (Glenn, Rosita, Eugène, Abraham, Tara et Maggie) arrive et bloque l'entrée. Chacun est heureux de se retrouver mais pas autant que Maggie qui apprend que sa sœur est vivante et que Rick est parti la libérer. Ils partent tous vers Atlanta dans le camion de pompier.
Morgan suivant les marques sur les arbres arrive à l'église et retrouve la carte et le message laissés par Abraham pour Rick.

## Le Grady Memorial Hospital d'Atlanta
Beth se réveille dans un lit en blouse d’hôpital. Elle apprend qu'elle se trouve à Atlanta, dans l’hôpital Grady Memorial. Elle fait la rencontre du docteur Steven Edwards, unique médecin des lieux et d'une policière Dawn Lerner. Cette dernière qui dirige le groupe de survivants dit avoir sauvé Beth des mordeurs lorsque celle-ci se trouvait sur la route. L’hôpital est devenu un refuge et les officiers de police ramènent des blessés pour les soigner. Si ces derniers ne peuvent être sauvés ou si les ressources à utiliser pour le faire sont trop importantes, ils sont jetés aux mordeurs au bas d'une cage d'ascenseur. Dawn Lerner explique à Beth que rester ici c'est travailler pour rembourser les soins et efforts entrepris pour la secourir, chacun devant œuvrer.
Une patrouille arrive par ailleurs avec un homme gravement blessé, souffrant d'une hémorragie interne. Le Dr Edwards refuse de le soigner mais l'agent Lerner le force à le faire. Beth fait ensuite connaissance de Noah, un jeune homme présent depuis un an dans l'hôpital, qui veut s'enfuir car ces gens ont laissé mourir son père le pensant dangereux car plus grand, plus fort. Une femme, Joan revient blessée d'une tentative d'évasion, mordue par un des rôdeurs. Beth n'a pas d'autre choix que d'assister le docteur tandis que celui-ci l'ampute du bras droit.
Plus tard, Beth qui s'entend bien avec lui demande des informations sur ce qui se passe ici. Le médecin lui explique que Dawn, après des débuts chaotiques, a repris les choses en main en imposant ses règles strictes de fonctionnement : il faut donner pour recevoir. Cependant Noah puis Joan nuancent cela en révélant que les officiers doivent être heureux pour protéger efficacement, notamment le second de Lerner, Gorman, qui viole régulièrement les femmes.
À la suite d'une fausse indication d'Edwards sur un médicament, Beth tue accidentellement le patient. Noah en prend la responsabilité et se fait battre sévèrement. Il demande alors à Beth de voler les clés de l’ascenseur dans le bureau de Lerner pour qu'ils puissent s'enfuir. Mais après avoir trouvé la clé, Gormann, l'officier pervers, tente de violer Beth en lui disant que si elle accepte, il ne dirait rien à Dawn au sujet de la clé. Beth assomme Gormann et, immédiatement après, ce dernier se fait dévorer par Joan qui s'est suicidée dans le bureau, revenu à l'état de rôdeur. Beth rejoint donc Noah et ils s'enfuient par les sous-sols. Noah réussit à fuir tandis que Beth se fait rattraper par les officiers.
Pendant ce temps Carol et Daryl poursuivent une des voitures de patrouille de l'hôpital dans un Atlanta dévasté. Mais leur voiture tombe en panne d'essence et ils doivent se réfugier dans un bâtiment pour la nuit. Ils parviennent jusqu'à un immeuble que Carol connait car c'est un lieu sûr pour les femmes abusées et violentées. Durant la nuit, ils se confient sur les raisons et les choix qui les ont amenés à changer depuis le début. Daryl brûle des corps de mères et d'enfants rôdeurs pour apaiser Carol.
En cherchant à retrouver la trace des kidnappeurs, ils aperçoivent une camionnette en équilibre précaire sur un pont qui arbore une croix blanche comme la voiture qu'ils poursuivaient. Cependant, Noah tombe sur eux et les dépouille de leurs armes. Daryl et Carol ne renoncent pas à leur quête et se rendent à la camionnette à la recherche d'indices. Toutefois, les rôdeurs arrivent en nombre et les encerclent. Les deux survivants se réfugient dans le véhicule qui, sous la pression des rôdeurs, chute du pont. Ils s'en tirent avec quelques blessures légères mais surtout, ils identifient le lieu d'origine des mystérieux kidnappeurs de Beth : il s'agit du Grady Memorial Hospital. Ils vont à un immeuble proche de l'hôpital où ils rencontrent Noah en grande difficulté face aux rôdeurs. Daryl fait effondrer une armoire sur lui, récupère ses armes et s'apprête à abandonner le jeune homme aux rôdeurs. Carol refuse de le laisser faire et elle vient en aide à Noah.
Noah veut retourner aider Beth tandis que Carol et Daryl réalisent que tous trois veulent secourir Beth. Toutefois, le combat contre les rôdeurs a attiré les policiers de l'hôpital et en voulant s'échapper, Carol est renversée par les policiers qui la kidnappent. Daryl trouve une camionnette et emmène Noah avec lui pour aller chercher des renforts à l'église saint-Sarah.
Dawn et Beth ont eu une altercation sur les raisons de l'évasion et Beth s'est fait assommer. Soignée par le Dr Edwards, Beth découvre que ce dernier n'est pas le brave homme qu'elle croyait. Il a volontairement trompé Beth sur le médicament pour tuer ce patient blessé qui était médecin lui aussi, ce qui aurait fait de lui un rival. Beth s'empare de ciseaux, fermement décidée à s'évader de nouveau, quand rentre une civière portant Carol, blessée et inconsciente.
Beth, passant la serpillère, espionne un agent de police et l'agent Dawn qui discutent de la fameuse patiente du bloc 2. Beth s'interpose entre eux puisqu'ils estiment que Carol demande trop de ressources et qu'ils veulent la laisser sans soins. Dawn annonce à Beth qu'en agissant de la sorte elle a signé l'arrêt de mort de Carol mais, paradoxalement, elle lui donne une clé et l'aide à la sauver.
De retour à Atlanta Rick, Noah, Daryl, Sasha et Tyreese, grâce aux indications de Noah, parviennent à échafauder un plan qui est d'attirer des policiers de l'hôpital à l'extérieur pour les capturer et s'en servir comme monnaie d'échange auprès de Dawn, afin de libérer Beth et Carol. Après des échanges de coups de feu au milieu de rôdeurs à moitié fondus sur l'asphalte, ils parviennent à capturer trois policiers. Tyresse aide Sasha à faire son deuil de Bob.
En attendant que le groupe de Rick ne mette son plan à exécution, Sasha discute avec l'un des policiers, l'agent Bob Lamson, avec lequel elle semble s'être prise de sympathie car il porte le même prénom que Bob, récemment décédé à l'église. Ce policier lui raconte qu'un peu plus tôt, il a vu un ami à lui parmi les rôdeurs collés au macadam. Sasha se propose de l'aider lui aussi à faire son deuil en tuant ce rôdeur. Alors qu'elle s'apprête à tirer, l'agent Lamson assomme Sasha et en profite pour s'enfuir.
Rick poursuit l'officier Lamson après qu'il a assommé Sasha. Ayant refusé de s'arrêter de courir, Rick le percute violemment en voiture puis l'abat froidement.
À l'hôpital, Dawn n'ayant pas de nouvelles de ses hommes perd pied mais Beth la réconforte. Les deux femmes développent un lien. Plus tard, un officier de Dawn remet en question son rôle de chef et Beth est contrainte d'aider Dawn à le tuer. Beth se sent une fois de plus utilisée, ce que Dawn dément.
Les deux policiers prisonniers acceptent de dire que Lamson est mort, tué par les rôdeurs. L'échange peut donc avoir lieu.
Tout le monde se retrouve dans un couloir de l'hôpital. Tandis que l'échange se déroule de bonne façon et que chaque partie se retire, Dawn exige que Noah revienne auprès d'elle ce qui n'était pas dans l'accord initial. Beth va vers Dawn, lui signale qu'elle a compris puis la poignarde avec des ciseaux tout en se faisant tirer une balle dans la tête. Daryl réagit vivement en abattant à son tour Dawn. Les armes sont prêtes à parler de chaque côté mais le calme revient. Les renforts du GREATM arrivent mais découvrent la mort de Beth. Le groupe s'en va donc en larmes, pleurant celle qu'ils étaient venus délivrer.

## Alexandria Safe Zone
Aaron, qui fait son apparition dans l'épisode 10 de la cinquième saison, conduit Rick et son groupe à Alexandria, un endroit qui semble être sûr où vivent plusieurs survivants.
Cette résidence de plusieurs habitations située à Alexandria, en Virginie, près de Washington DC, a été une zone de sécurité établie par l'armée dans les premiers jours de l'épidémie, comprenant du ravitaillement pour un grand groupe de personnes. Deanna Monroe et sa famille ont été dirigés par l'armée dans la zone, avec ordre d'attendre leur retour, qui n'a jamais eu lieu.
Finalement, les survivants ont utilisé les vivres pour leur propre survie, y compris les matériaux de construction d'un centre commercial à proximité, qui ont servi à construire un mur de protection imaginé par Reg, le mari de Deanna. De nouveaux survivants ont rejoint la communauté peu après. Ils ont ensuite désignés des ravitailleurs et des recruteurs afin de recueillir plus de fournitures et de recruter de nouveaux survivants.
La zone était une résidence de haut de gamme, prévue pour l'auto-suffisance écologique avec ses propres panneaux solaires, des citernes et un centre de filtrage des eaux usées.
Alexandria a été épargnée par les hordes de rôdeurs essentiellement à cause de la présence d'une carrière à proximité qui est un piège pour les morts-vivants. Les rôdeurs s'y sont emmagasinés depuis le début de l'épidémie jusqu'à former une horde de plusieurs milliers de rôdeurs au début de la sixième saison. Elle subira une attaque du groupe des « Wolves », faisant de nombreuses victimes chez les habitants malgré la contre-attaque de Morgan et Carol. Il est possible de découvrir que la zone, jusqu'à présent protégée de toute menace, s'avère être en danger malgré la présence de Rick et son groupe.
Vers la moitié de la sixième saison, pour la première fois, un des murs de la ville est détruit. Glenn et Enid, alors à l'extérieur des remparts sont témoins de la scène mais ne peuvent rien faire. Alexandria subit l'invasion massive des rôdeurs et tous les habitants de la ville sont obligés de se barricader chez eux. Le groupe se reforme avec Rick, Deanna, Carl, Judith, Gabriel, Michonne et Ron, qui se sont réfugiés dans la maison de Jessie. Mais dans la lutte, Deanna se fait mordre par un rôdeur. Le temps presse ; tandis que la maison se fait de plus en plus envahir, Deanna se sacrifie en faisant diversion tandis que le reste du groupe se 'déguise' en rôdeurs afin d'échapper à la horde. Ils arrivent finalement à s'échapper d'Alexandria tandis que la ville est totalement envahie par des milliers de rôdeurs. De son côté, Maggie, enceinte, est restée malgré elle prisonnière toute seule au sommet d'une tour d'observation et ne peut s'enfuir. Même Glenn qui observe la catastrophe malgré lui ne peut pas l'aider. Eugene est récupéré par Tara et Rosita et tous les trois s'enferment dans un garage avant d'aller secourir Carol, Morgan et Denise, en lutte avec le leader des Wolves. Mais malheureusement, ce dernier parvient à s'échapper en emportant Denise en otage.
Quant à Daryl, Abraham et Sasha, ils réussissent à s'échapper avec un camion-citerne mais sont bientôt stoppés au beau milieu de la route par un groupe d'hommes.
Après avoir perdu la famille Anderson en entier, Rick se déchaine et commence à exterminer les rôdeurs présents dans l'enceinte d'Alexandria. Il est suivi par Michonne, Morgan, Heath, Tobin et même Eugene. Rejoints par Daryl, Sasha et Abraham qui enflamment l'étang d'Alexandria en y déversant le contenu de leur camion-citerne. Après une nuit de combats, les rôdeurs sont exterminés.
Le mur d'enceinte est par la suite reconstruit en élargissant le périmètre.
Negan et ses Sauveurs détruiront complètement le site par le feu dans l'épisode 8 de la saison 8 (How It's Gotta Be). Rick et Michonne quittent les lieux après l'enterrement de Carl dans l'épisode 10 de la saison 8.
Dans la neuvième saison, Alexandria est complètement rebâtie et Michonne administre les habitants. Negan est retenu dans la prison construite par Morgan.

## La Colline
Paul « Jesus » Rovia, qui fait son apparition dans l'épisode 10 de la sixième saison, conduit Rick et son groupe à la Colline, un endroit qui semble être sûr où vivent plusieurs survivants.
C'est en fait un musée, la maison Barrington, entouré d'une fortification en bois et d'un petit nombre de mobile-homes. Gregory dirige ce camp et habite le musée. Le camp se fait régulièrement racketter par le groupe dirigé par Negan : les « Sauveurs ».
Après la trahison de Gregory, Maggie reprend la direction du site et il devient la nouvelle demeure de Rick et Michonne quand Alexandria est détruite.
7 ans et demi après la défaite de Negan, Maggie a laissé le leadership de la Colline à Jesus pour partir aider un autre groupe dans un lieu inconnu. Tara reprend le rôle de Jesus à la mort de ce dernier et sera épaulé par Daryl.

## Le Royaume
Carol et Morgan se font aider par deux cavaliers à la fin de la sixième saison. Lors de la septième saison, ils apprennent que ces cavaliers sont membres d'une communauté nommée « le Royaume », où réside une poignée de survivants.
Le « Royaume » s'est construit dans un campus entouré de murs solides et comprenant un théâtre, emplacement du trône du roi Ezekiel. Ce dernier accompagné par sa tigresse Shiva dirige la communauté avec beaucoup de bonté. Toutefois, tout comme la communauté de la Colline, le Royaume vit sous la menace de Negan et lui donne régulièrement la moitié de ses biens.
Depuis la défaite de Negan, le roi Ezekiel dirige au côté de la reine Carol et du prince Henry.

## Le Sanctuaire
C'est le repaire de Negan et la base principale des Sauveurs. Les bâtiments sont entourés par des grillages enfermant des rôdeurs empalés ou attachés, qui sont des anciennes victimes des Sauveurs. Le complexe comprend (entre autres) des plantations, une épicerie et un bar.
Les sauveurs comptent néanmoins de plusieurs avant-postes dirigés par des lieutenants de Negan. 7 an et demi après l'emprisonnement de Negan et malgré les efforts de Rick. Le Sanctuaire est abandonné. Les sauveurs survivants ont rejoint Alexandria ou la Colline.

### Le Relais satellitaire
C'est l'avant-poste dont dépend la Colline. Il était apparemment dirigé par Paula avant le premier assaut du groupe de Rick.
Un second assaut prend place durant la huitième saison, dirigée par Morgan, Jesus et Tara. A l'issue, le groupe de Sauveurs présent sur les lieux est fait prisonnier et emmené à la Colline.

### Shephard Office Plaza
C'est un avant-poste dirigé par Régina.
Un assaut est dirigé par Aaron faisant une diversion pour que Rick et Daryl s'infiltrent dans le building. Pendant l'assaut, Rick retrouve Morales mais Daryl arrive et le déglingue avec une fléchette...

### L'usine chimique
C'est l'avant-poste dont dépend le Royaume. Il était apparemment dirigé par Gavin avant l'assaut du groupe d'Ezekiel. Bien que cet assaut soit un succès, la presque totalité des attaquants sont éliminés par une mitrailleuse lourde, seul Ezekiel, Carol et Jerry en sortent indemnes.

### La fabrique de balles
C'est un avant-poste dirigé par Eugène.
Découvert pendant la sixième saison par Eugène et Abraham, cette fabrique sera utilisée par Negan pour fournir des munitions.